# 대경교통
대경교통은 부산광역시 부산진구 초읍동에 본사를 둔 버스 운송 업체였다. 초읍동에서 출발하는 노선을 주로 보유했다.
2004년 9월 부도처리되었음에도 불구하고 동년 11월까지 노선을 운영하였으나 2004년 11월 초부터 기사들의 급여 및 기타 문제로 인해 파업을 시작한 것으로 알려졌다. 2005년 2월 81번과 201번은 동원여객에, 83-1번의 대경교통 운행분은 한창여객에 인수되면서 폐업하고 말았다.
201번은 이후 동원여객에서 운행하다 2007년 5월 15일 노선개편 때 초읍동 구간이 폐지되면서 부산공항여객에서 운행하다가 부산공항여객의 폐업으로 인하여 대도운수로 넘어갔고 83-1번은 용화여객과 한창여객에서 공동배차하다가 2007년 5월 15일 부로 용화여객으로 넘어갔다.

## 차고지
- 부산광역시 부산진구 초읍동 475-1 (본사 ; 81번 ,53번,201번시종착)

## 폐업 당시 노선(현재 다른회사에서 운영중인 노선)
- 53번 (초읍동↔명지, 한창여객이 운행할 예정이 었으나 실제적으로 운행을 안 함, 2005년 중반에 폐선 )
- 81번 (초읍동↔구덕운동장, 동원여객에서 운행)
- 83-1번 (민락동↔사직동, 용화여객,학성여객에서 운행)
- 201번 (김해국제공항↔서면, 대도운수에서 운행, 2012년 4월 27일 부로 폐선)